# Pieni-Valkeinen
Pieni-Valkeinen är en sjö i Finland. Den ligger i kommunen Kuopio i landskapet Norra Savolax, i den centrala delen av landet, 300 km norr om huvudstaden Helsingfors. Pieni-Valkeinen ligger 96,3 meter över havet. Arean är 2,2 hektar och strandlinjen är 0,6 kilometer lång. Sjön  ingår i Vuoksens huvudavrinningsområde.   Den ligger vid sjön Iso-Valkeinen.